# Hemidactylus squamulatus
Hemidactylus squamulatus este o specie de șopârle din genul Hemidactylus, familia Gekkonidae, descrisă de Tornier 1896.

## Subspecii
Această specie cuprinde următoarele subspecii:
- H. s. floweri
- H. s. barbouri
- H. s. squamulatus